# Alassane Ouattara
Alassane Dramane Ouattara (Dimbokro, África Occidental Francesa, 1 de enero de 1942) es un economista y político marfileño. Es el actual presidente de Costa de Marfil desde 2010. Anteriormente ocupó el cargo de primer ministro de su país desde noviembre de 1990 diciembre de 1993. 
También es presidente del partido de centro liberal Agrupación de los Republicanos (RDR), un partido que tiene su base de apoyo en el norte del país y por el que fue candidato en las elecciones presidenciales de 2010. Economista formado en Burkina Faso y Estados Unidos, ha trabajado para el Fondo Monetario Internacional (FMI) y Banco Central de los Estados de África Occidental (BCEAO). En 1994 asumió el puesto de director general adjunto del FMI convirtiéndose en el primer africano en alcanzar este puesto en este organismo internacional.

## Biografía
Alassane Dramane Ouattara nació el 1 de enero de 1942, en Dimbokro, África Occidental Francesa. Nació en el seno de una familia musulmana de doce hermanos de la etnia dioula, una etnia que vive concentrada en la zona norte cerca de la frontera con Burkina Faso donde realizó sus primeros estudios, entonces denominado Alto Volta bajo dominio colonial francés. Años más tarde, el origen burkinés de sus padres generó en varias ocasiones un conflicto que dificultó sus aspiraciones políticas.
Estudió secundaria en los liceos Ouezzin Coulibaly de Bobo-Dioulasso y Philippe Zinda Kaboré de Uagadugú. Después de terminar el bachillerato en 1962, momento en el que Costa de Marfil era ya un estado independiente, Alassane logró una beca para estudiar en Estados Unidos. 
En 1965 fue Bachelor of Science por el Instituto Drexel de Tecnología, hoy Universidad Drexel, de Filadelfia, más tarde, en 1967 realizó una maestría-licenciatura en la Universidad de Pensilvania y el doctorado en Economía obtenido en 1972. En 1968 empezó a trabajar en las oficinas del Fondo Monetario Internacional en Washington.

### Matrimonio
En 1990 Ouattara se casó con Dominique Nouvian Folloroux, judía francesa. La ceremonia fue oficiada por el entonces alcalde de Neuilly-sur-Seine, Nicolas Sarkozy.[cita requerida]

## Carrera política

### Primer ministro
En abril de 1990, el presidente de Costa de Marfil, Félix Houphouët-Boigny designa a Ouattara como Presidente del Comité Interministerial para la coordinación del proceso de estabilización y recuperación económica Programa de Côte d'Ivoire, mientras mantiene esa posición, Ouattara también se mantuvo en su cargo de gobernador del BCEAO. Posteriormente fue nombrado primer ministro de Costa de Marfil el 7 de noviembre de 1990, después de que Charles Konan Banny, lo reemplazara como gobernador interino del BCEAO.
Mientras servía como primer ministro, Ouattara también llevó a cabo funciones presidenciales, para un total de 18 meses, incluido el período entre marzo de 1993-diciembre de 1993, cuando Houphouët-Boigny estaba enfermo. Houphouët-Boigny murió el 7 de diciembre de 1993, y Ouattara anunció su muerte a la nación, diciendo que "Costa de Marfil se han quedado huérfanos". Una breve lucha por el poder se produjo entre Ouattara y Henri Konan Bédié , el presidente de la Asamblea Nacional, sobre la sucesión presidencial; Bédié prevalecido y Ouattara renunció como primer ministro el 9 de diciembre. Ouattara luego regresó al FMI como director general Adjunto, al considerar que después del 1 de julio de 1994, y el 31 de julio de 1999.

## Presidente de la República

### Elecciones presidenciales de 2010
En las elecciones de 2010, Ouattara compitió con el presidente del momento Laurent Gbagbo. Gbagbo, cuyo mandato había expirado en 2005 había retrasado las elecciones varias veces. La Comisión Electoral de Costa de Marfil agotó el plazo para la declaración de los resultados oficiales en los medios de comunicación. Días más tarde, el 2 de diciembre de 2010 la Comisión Electoral Independiente de Costa de Marfil (CEI) declaró a Alassane Ouattara ganador de la segunda ronda de la elección presidencial. Sin embargo el Consejo Constitucional prometió revisar el proceso y dar los resultados. El consejo falló finalmente invalidando más de 500.000 votos provenientes de regiones pro-Ouattara (que constituían al menos el 10% del total de votos), declarando así a Ggabo vencedor de los comicios. Las Naciones Unidas que acordaron un tratado de paz en 2007 han requerido que se certifiquen los resultados electorales, rechazando las declaraciones del Tribunal Constitucional.[cita requerida]
El resultado fue que el ejército cerró las fronteras y las noticias provenientes de medios de comunicación extranjeros fueron restringidas en todo el país. Gbagbo fue declarado presidente por el Consejo Constitucional en una ceremonia el sábado 4 de diciembre de 2010. Horas más tarde Ouattara dijo que el también había tomado el asiento presidencial. La Unión Africana, la Unión Europea, ECOWAS, Estados Unidos, las Naciones Unidas y Francia en calidad de antigua potencia colonial rechazaron la presidencia de Gbagbo. El Fondo Monetario Internacional rechazó seguir trabajando en Costa de Marfil alegando que solo trabajan con gobiernos reconocidos por las Naciones Unidas.
Los conflictos prevalecieron en enero, febrero, marzo y comienzos de abril, cuando los enfrentamientos entre militares del bando de Ouattara y Gbagbo se recrudecieron. La opinión Pública Internacional reconoció a Ouattara como presidente legítimo, mientras que Gbagbo se negaba a aceptar la derrota y atrincherado en el Palacio Presidencial. El 10 de abril fuerzas de Francia y la ONU tiraron bombas a la casa presidencial y, el 11 de abril las fuerzas Pro-Ouattara tomaron el palacio y arrestaron al presidente Laurent Gbagbo, luego fue llevado a un hotel en la capital donde pedía acabar con las armas y aceptaba su renuncia.

### Presidencia
Bajo su presidencia, la justicia es manipulada para neutralizar a sus oponentes políticos. La Comisión Electoral Independiente (CEI), encargada de las elecciones, es muy disputada por la oposición debido al control que ejerce sobre ella el gobierno. En 2016, la Corte Africana de Derechos Humanos y de los Pueblos reconoció que la CEI no era imparcial ni independiente y que el Estado de Costa de Marfi violaba, entre otras cosas, la Carta Africana de Derechos Humanos y de los Pueblos. En un informe confidencial hecho público por la prensa, embajadores europeos evocan autoridades que "son herméticas a las críticas internas o externas y políticamente demasiado débiles para aceptar el juego democrático ". Miles de opositores son encarcelados por su régimen.
En 2017, las tensiones reaparecieron entre las fuerzas que habían ayudado a Ouattara a tomar el poder en 2011. Durante meses, los antiguos rebeldes del Norte han estado reclamando el precio de su compromiso militar con él. Tras varios motines en enero y mayo, más de 8.000 de ellos, integrados en las Fuerzas Republicanas de Costa de Marfil (FRCI), recibieron finalmente una prima de 18.000 euros. Sin embargo, las antiguas tropas aliadas no han recibido ningún premio y siguen amotinándose. El Presidente de la Asamblea Nacional y ex rebelde anti-Gbagbo Guillaume Soro se distanció en 2017 de la presidencia de Ouattara y expresó sus ambiciones presidenciales. También pide la liberación de los presos políticos para "acabar con la justicia de los vencedores".
La pobreza aumenta entre 2011 y 2016.